# Krzyż celtycki

Symbol krzyża celtyckiego

Krzyż celtycki – typ krzyża, od wieków znany wyznawcom religii przedchrześcijańskich, w którym czteroramienny krzyż umieszczony jest w okręgu, symbolizującym celtyckie wianki, tzw. ruta. Współcześnie (mimo swego przedchrześcijańskiego pochodzenia) krzyż celtycki jest jedną z form krzyża akceptowanego przez Kościół katolicki jako religijny symbol chrześcijan. Przede wszystkim stał się on jednak charakterystyczny dla celtyckiego chrześcijaństwa. Mimo to jest również spotykany w ofercie tzw. sklepów ezoterycznych jako amulet lub talizman.

## Warianty
Krzyż celtycki występuje najczęściej w wersji długiej i krótkiej:

Wariant długi
Wariant krótki

## Rzeźby
W celtyckich regionach Wysp Brytyjskich wolno stojące wysokie krzyże (ang. high cross) zaczęto stawiać co najmniej w VIII wieku. Niektóre z nich noszą na sobie runiczne inskrypcje. Te wolno stojące krzyże przetrwały w Kornwalii i Walii, na wyspie Iona i na Hebrydach oraz w Irlandii. Inne kamienne rzeźby w tym kształcie można znaleźć w Kumbrii i na pograniczu Szkocji, choć część z nich stawiana była według anglosaskiej, a nie celtyckiej tradycji. Najsłynniejsze "wysokie" krzyże to Cross of Kells w hrabstwie Meath oraz krzyże w Monasterboice, w hrabstwie Louth.

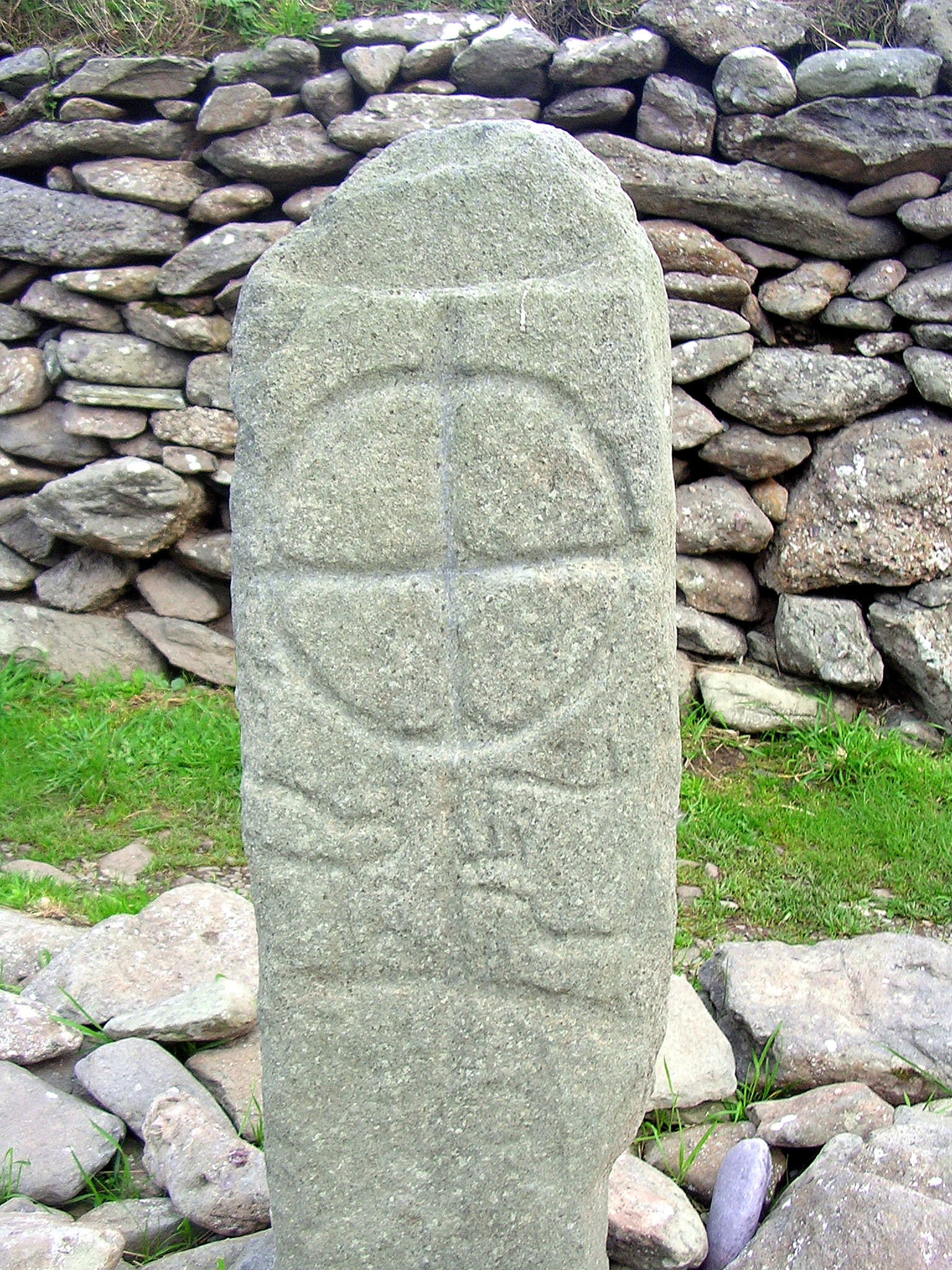
Wczesna forma krzyża celtyckiego wyryta na kamieniu, oratorium Gallarus w Irlandii
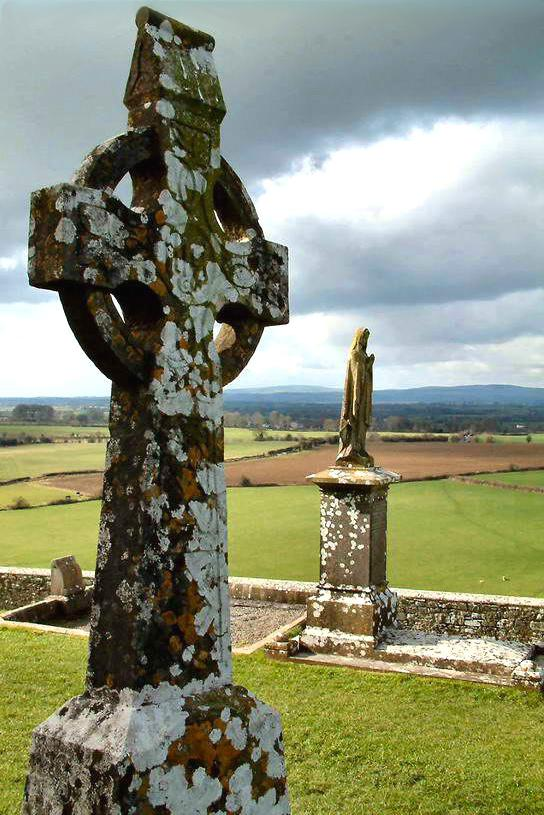
Cashel w Irlandii
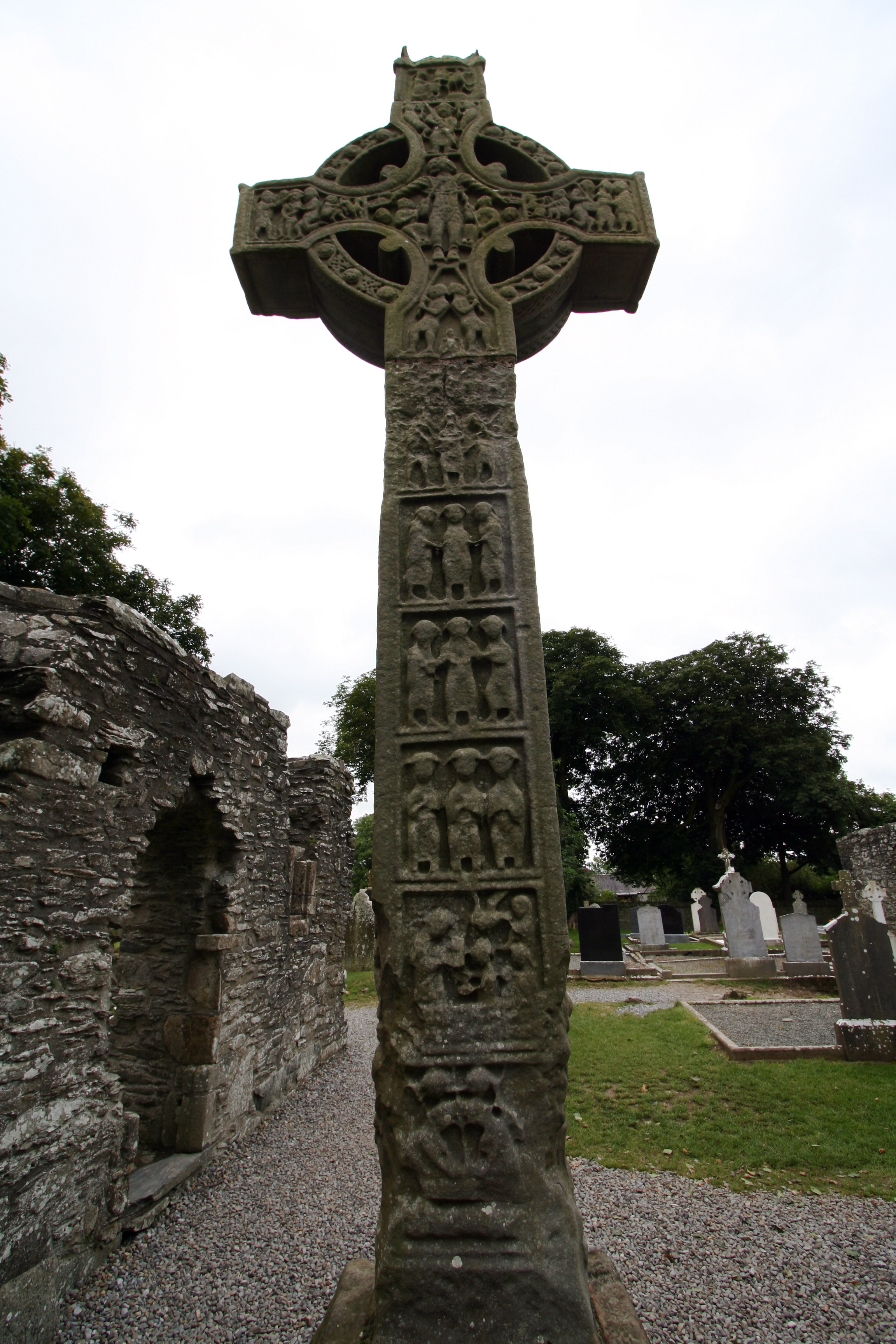
Krzyż pokryty licznymi płaskorzeźbami. Monasterboice w Irlandii
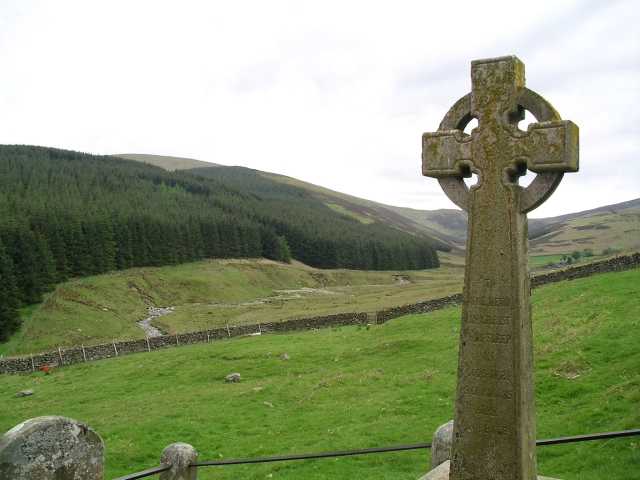
Peebles w Szkocji

## Pochodzenie

Krzyż słoneczny

Krzyż umieszczony w okręgu zwany też krzyżem słonecznym od najdawniejszych czasów symbolizował słońce. Koło z dwiema przeciętymi osiami to jeden z najstarszych symboli solarnych Indoeuropejczyków, występujący zresztą nie tylko u Celtów, motyw pojawia się np. wśród Słowian wschodnich. W północno-zachodniej Europie czasów pogańskich stał się atrybutem nordyckiego boga Odyna, inaczej Wodana. Kształt tego symbolu przejęli chrześcijanie zamieszkujący Brytanię i Irlandię. Chrześcijańska wersja krzyża celtyckiego została trochę zmodyfikowana - ma wystające poza okrąg wszystkie ramiona i bardziej wydłużone dolne ramię stanowiące podstawę, dzięki czemu przypomina w większym stopniu klasyczny krzyż chrześcijański (łaciński). Związana była Iroszkotami i ich kościołem.
Staroangielskim słowem oznaczającym „krzyż” jest „rood”. Wywodzące się z łaciny słowo „cross” przywieźli za sobą na Wyspy nordyccy najeźdźcy (wikingowie) będący poganami.

## Użycie

### Ogólne

Złoty krzyż celtycki we fladze Kościoła w Walii

Krzyż celtycki jest symbolem utożsamianym ze wszystkim, co celtyckie, zwłaszcza na Wyspach Brytyjskich. Znalazł się on na jednopensowej monecie z 1996 roku, reprezentując Irlandię Północną. Jako swój symbol wykorzystują go organizacje polityczne zabiegające o niepodległość mniejszości narodowych pochodzenia celtyckiego (Bretania, Walia, Irlandia, Szkocja). Do tego symbolu nawiązują też nacjonaliści (głównie irlandzcy, angielscy, oraz niemieccy) stosując go jako symbol oporu, lub też inne, często skrajne, frakcje polityczne, nie tylko na terenach dawniej zamieszkanych przez Celtów (np. w USA czy Grecji). Również niektóre z ruchów skinheadowskich. Symbol ten jest również wykorzystywany w swoim pierwotnym, religijnym znaczeniu przez neopogan i rodzimowierców celtyckich. Na terenie Niemiec jest zakazany jako symbol neofaszystowski.

### Przez ruchy rasistowskie i nacjonalistyczne

Neonazistowska flaga z krzyżem celtyckim

Prosty krzyż objęty lub otoczony okręgiem jest jednym z najpopularniejszych symboli wykorzystywanym przez osoby i organizacje aby reprezentować neonazizm i ruch white pride (biała supremacja), jest też używany jako logo strony białych nacjonalistów Stormfront.org. Tradycja ta wywodzi się z wykorzystania krzyża celtyckiego przez norweskich nazistów podczas II wojny światowej.

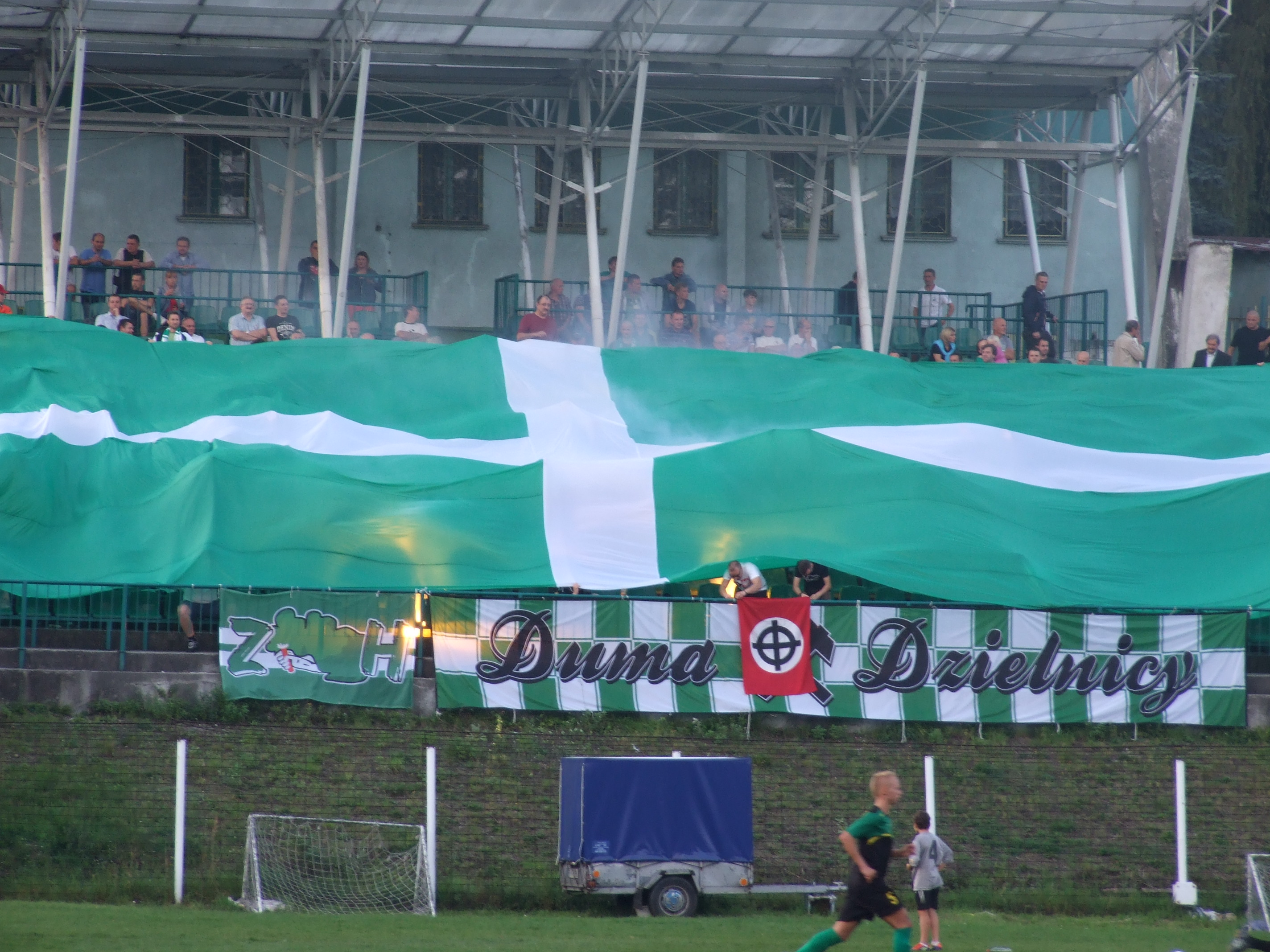
Neonazistowska flaga z krzyżem celtyckim wywieszona przez ultrasów Szombierek Bytom w 2014 roku podczas meczu z GKS Jastrzębie

W Niemczech stylizowany krzyż celtycki został zaadaptowany przez nielegalną neonazistowską partię polityczną VSBD/PdA prowadząc do delegalizacji symbolu w razie jego użycia w kontekście promocji rasizmu (par. 86a niemieckiego kodeksu karnego). Spowodowało to dyskusję nad konstytucyjnością takiego zakazu, który został podtrzymany decyzją tamtejszego Sądu Najwyższego.
Krzyż celtycki jest często stosowany przez zwolenników białej supremacji, szczególnie w Europie i USA. W Polsce używają go organizacje nacjonalistyczne, pseudokibice i neofaszyści.

### Przez Narodowe Odrodzenie Polski

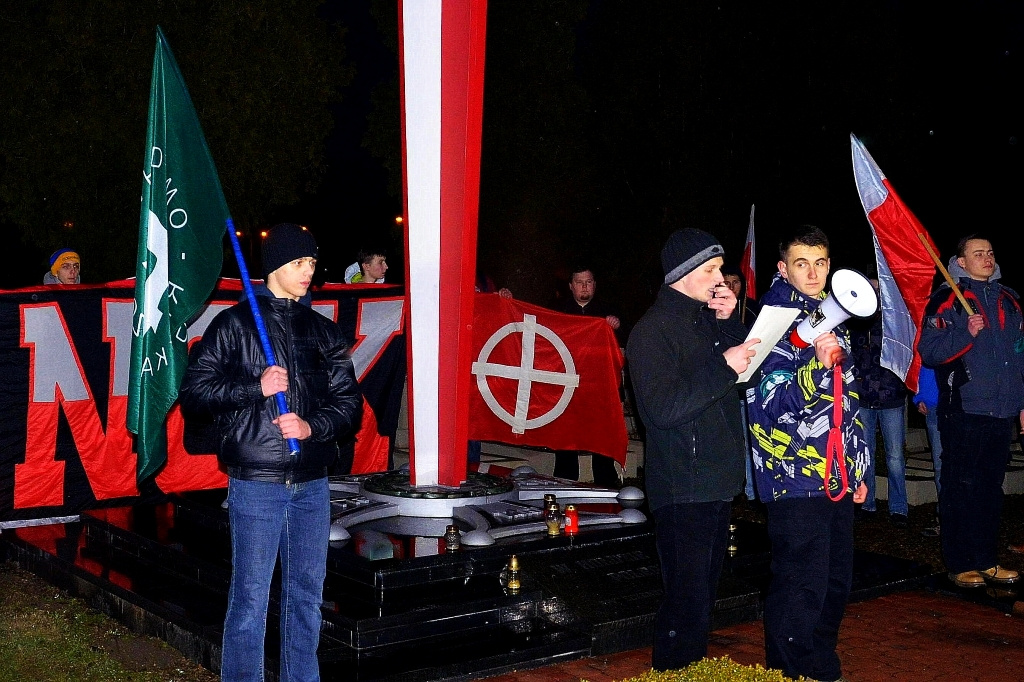
Krzyż celtycki na demonstracji polskich nacjonalistów

W dniu 25 października 2011 roku Wydział Rejestrowy Sądu Okręgowego w Warszawie zarejestrował krzyż celtycki jako symbol partyjny Narodowego Odrodzenia Polski. W kwietniu 2012 roku decyzja wpisania do ewidencji kolejnych symboli Narodowego Odrodzenia Polski została cofnięta po apelacji przez wyrok Sądu Okręgowego w Warszawie. Sąd uzasadnił takie postanowienie faktem, że NOP ma już zarejestrowane szereg symboli (m.in. falangę), a dodanie kolejnych do tego pocztu mogłoby utrudnić ustawowy wymóg rozpoznawalności partii. Wobec powyższego dodatkowe symbole Narodowego Odrodzenia Polski (w tym krzyż celtycki) są nadal legalne, jednak ich dopisanie do symboli partyjnych nie jest możliwe z powodu posiadania ich zbyt dużej liczby.